# تحية القوة السوداء في الألعاب الأولمبية 1968

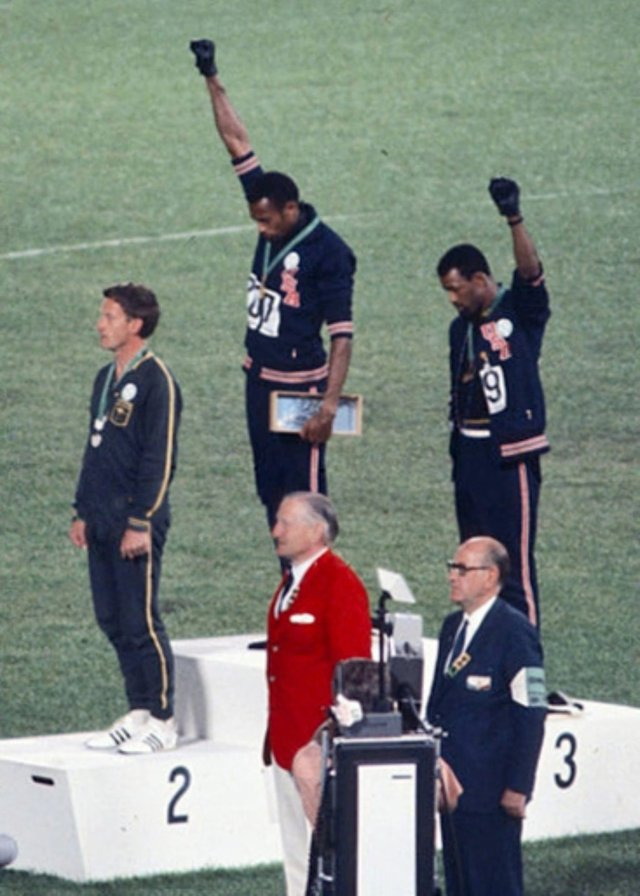
يظهر في الوسط تومي سميث الحائز على الميدالية الذهبية وجون كارلوس صاحب الميدالية البرونزية على اليمين رافعين قبضاتهما على المنصة بعد سباق 200 متر في الألعاب الأولمبية الصيفية 1968، وكلاهما يرتدي شارات المشروع الأولمبي لحقوق الإنسان ويرتدي بيتر نورمان (صاحب الميدالية الفضية على اليسار) من أستراليا أيضاً شارة المشروع الأولمبي لحقوق الانسان تضامناً مع سميث وكارلوس.

رفع رياضيان من أصل أفريقي أمريكي (تومي سميث وجون كارلوس) قبضتيهما الموشحتين بقفازات سوداء في أثناء عزف النشيد الوطني الأمريكي (راية النجوم المتلألئة) في أثناء حفل تتويجهما بالميداليات في الملعب الأولمبي في مكسيكو ستي في السادس عشر من أكتوبر 1968. واستدارا لمواجهة العلم الأمريكي ثم أبقيا يديهما مرفوعتين حتى انتهاء النشيد الوطني في أثناء وقوفهما على المنصة لفوزهما بميداليتين ذهبية وبرونزية على التوالي في سباق الركض لمسافة 200 متر في الألعاب الأولمبية الصيفية في عام 1968. فضلاً عن ذلك، فقد ارتدى كل من سميث وكارلوس وصاحب الميدالية الفضية الأسترالي بيتر نورمان شارات حقوق الإنسان على ستراتهم.
في سيرته الذاتية التي نشرها سميث بعد مرور ما يقارب ثلاثين عاماً، بيّن أن هذه البادرة ليست تحية «القوة السوداء» في حد ذاتها، بل هي تحية «حقوق الإنسان». وتعد المظاهرة واحدة من أكثر التصريحات السياسية صراحة في تاريخ الألعاب الأولمبية الحديثة.

## الاحتجاج
في صباح السادس عشر من أكتوبر 1968، فاز الرياضي الأمريكي تومي سميث بسباق 200 متر بوقت قياسي عالمي قدره 19.83 ثانية. وأنهى بيتر نورمان من أستراليا السباق في المركز الثاني بـ 20.06 ثانية، وأنهى جون كارلوس الأمريكي السباق في المركز الثالث بـ 20.10 ثانية. وبعد اكتمال السباق ذهب الثلاثة إلى المنصة ليقدم إليهم ديفيد سيسيل، ماركيس إكستر السادس ميدالياتهم. فقد تلقى الرياضيان الأمريكيان ميداليتهما بلا حذاء، ولكنهما كانا يرتديان جوارب سوداء، ليمثلوا الفقر عند السود. كان سميث يرتدي وشاحاً أسود حول عنقه ليمثل اعتزازاً أسودياً، وكان كارلوس قد فتح سحاب القطعة العليا من بدلته الرياضية لإظهار تضامنه مع جميع العمال السود في الولايات المتحدة، وكان يرتدي قلادة من الخرز وصفها بأنها «كانت لهؤلاء الأفراد الذين اغتيلوا أو قُتلوا، ولم يُصلِّ أحد من أجلهم وكان ذلك لأولئك الذين شُنقوا وعُذبوا وأُلقيوا إلى جانب القوارب في الممر الأوسط». وقد ارتدى الرياضيون الثلاثة شارات المشروع الأولمبي لحقوق الإنسان بعد أن أعرب نورمان، وهو منتقد لسياسة أستراليا البيضاء السابقة، عن تعاطفه مع مُثلهم. وحث عالم الاجتماع هاري إدواردز، مؤسس مكتب الممثل السامي لحقوق الإنسان، الرياضيين السود على مقاطعة الألعاب؛ وأُفيد بأن أعمال سميث وكارلوس في 16 أكتوبر 1968 استُلهمت من حجج إدواردز.
التقط المصور جون دومينيس الصورة الشهيرة للحدث.
كان كلا الرياضيين الأمريكيين يعتزمان جلب قفازات سوداء إلى الحدث، ولكن كارلوس نسي خاصته، وتركهم في القرية الأولمبية. كان بيتر نورمان هو الذي اقترح أن يرتدي كارلوس سميث قفازًا يسارًا ولهذا السبب، رفع كارلوس يده اليسرى بدلاً من يمينه، وهو يختلف عن تحية القوة السوداء التقليدية. وألقى كل من سميث وكارلوس التحية برأسه في أثناء عزف نشيد راية النجوم المتلألئة، وهي حركة أثارت ضجة في أخبار الصفحات الأمامية حول العالم. وكان الجمهور يطلق صافرات استهجان في أثناء مغادرتهم المنصة. قال سميث لاحقًا: «إذا فزت، فأنا أمريكي، لا أمريكي أسود». لكن إن فعلت شيئًا سيئًا، سيقولون إنني زنجي. نحن سود ونحن فخورون بكوننا سودًا». «السود في أمريكا سيفهمون ما فعلناه الليلة».
صرح تومي سميث في سنوات لاحقة: «كنّا نشعر بالقلق إزاء نقص المدربين المساعدين السود. وإزاء الطريقة التي جُرد بها محمد علي من لقبه. وإزاء عدم الحصول على سكن جيد وعدم تمكن أولادنا من الالتحاق بالكليات العليا».

## استجابة اللجنة الأولمبية الدولية
عدَّ رئيس اللجنة الأولمبية الدولية أفيري برونداغ، أمريكي الجنسية، البيان سياسيًا محليًا غير صالح للمنتدى الدولي غير السياسي، وكان الغرض من الألعاب الأولمبية أن يكون كذلك. ورداً على تصرفاتهما، فقد أمر سميث وكارلوس بتعليق عضوية الفريق الأمريكي ومنعهما من القرية الأولمبية. وحين رفضت اللجنة الأولمبية الأمريكية، هدد برونداغ بحظر بعثة الفريق الأمريكي بالكامل. وأدى هذا التهديد إلى طرد الرياضيين من الألعاب. ومع ذلك (خلافاً لتصور خاطئ شائع)، لم تُجبر اللجنة الأولمبية الدولية أو اللجنة الأولمبية الأمريكية سميث وكارلوس على إعادة ميدالياتهما.
وقال متحدث باسم اللجنة الأولمبية الدولية إن أعمال سميث وكارلوس «انتهاك متعمد وعنيف للمبادئ الأساسية للروح الأولمبية». لم يبدِ برونداغ، الذي كان رئيسًا للجنة الأولمبية للولايات المتحدة في عام 1936، أي اعتراضات على تحيات النازية خلال الألعاب الأولمبية في برلين. وقال إن التحية النازية، التي كانت تحية وطنية في ذلك الوقت، مقبولة في منافسة بين الأمم، في حين أن تحية الرياضيين لا تعبر عن أمة وبالتالي غير مقبولة.
وقد اتُّهم برونج بأنه أحد أبرز المتعاطفين الأمريكان مع النازيين حتى بعد اندلاع الحرب العالمية الثانية، وإبعاده من منصب رئيس اللجنة الأولمبية الدولية كان أحد الأهداف الثلاثة المعلنة للمشروع الأولمبي لحقوق الإنسان.
وفي عام 2013، ذكر الموقع الرسمي للجنة الأولمبية الدولية أن «الرياضيين الأمريكيين السود قد صنعوا أسماء لأنفسهم بفعل احتجاج عنصري إضافةً لفوزهم بالميداليات».

## تداعيات الحادثة
كانت المؤسسة الرياضية في الولايات المتحدة تعُدُّ سميث وكارلوس منبوذين إلى حد كبير، وكانا موضوعاً للنقد. كتبت مجلة التايم في 25 أكتوبر 1968: «أسرع، أعلى، أقوى هو شعار الألعاب الأولمبية». «أقبح، أغضب، أقرف» يصف المشهد في مكسيكو ستي الأسبوع الماضي بشكل أفضل. تعرض سميث وكارلوس إلى إساءة المعاملة وتلقيا هما وأسرتهما تهديدات بالقتل حين عادوا لأرض الوطن. ووصف برنت موسبرغر، الكاتب عن صحيفة شيكاغو أمريكان قبل أن يبرز في قناتي CBS الرياضية وشبكة البرمجة الترفيهية والرياضية (ESPN)، سميث وكارلوس بأنهما «اثنان من قوات الصاعقة ذوي البشرة الداكنة، وكانا «حقيرين» و«طفوليين» و«عديمي الخيال»».

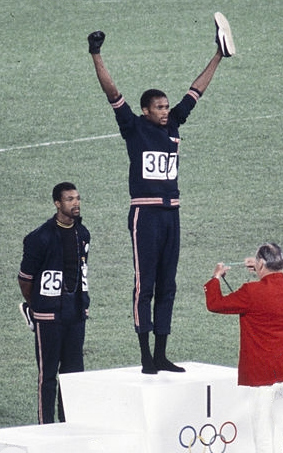
يظهر في الصورة جون كارلوس (على اليسار) وتومي سميث (في المنتصف) مرتدياً قفازات سوداء وجوارب سوداء ودون حذاء في أثناء حفل تكريم الفائزين بسباق 200 متر في الألعاب الأولمبية عام 1968.

استمر سميث في الألعاب الرياضية، واللعب في الدوري الوطني الأمريكي لكرة القدم الأمريكية مع فريق سينسيناتي بنجالز قبل أن يصبح أستاذًا مساعدًا في التربية البدنية في كلية أوبرلين. وساعد في تدريب فريق الولايات المتحدة في بطولة العالم الداخلية في برشلونة عام 1995. ومُنح جائزة كاليفورنيا الرياضية للسود عام 1999. ويعمل الآن كمتحدث عام.
اتبعت مسيرة كارلوس مسارًا مماثلًا. ولقد حقق الرقم القياسي العالمي لسباق 100 ياردة في العام التالي. كما جرب كارلوس كرة القدم للمحترفين، وكان قد اختير للمشاركة في الجولة الخامسة عشر في الدوري الوطني الأمريكي لكرة القدم الأمريكية لعام 1970، ولكن إصابة بالركبة قلصت تجربته مع فيلادلفيا إيغلز. ثم ذهب إلى دوري كرة القدم الكندي حيث لعب موسمًا واحدًا مع فريق مونتريال الوتيه. وقد سقط في أوقات عصيبة في أواخر السبعينيات. وانتحرت زوجته السابقة عام 1977، ما أودى به إلى فترة من الاكتئاب. عمل كارلوس في عام 1982 مع اللجنة التنظيمية للألعاب الأولمبية الصيفية لعام 1984 في لوس أنجلوس. وأصبح مدربًا ميدانيًا في مدرسة بالم سبرينغز الثانوية عام 1985. واعتباراً من عام 2012، يعمل كارلوس كمستشار في المدرسة.
حصل سميث وكارلوس على جائزة آرثر آش كوريدج في جوائز التميز في الأداء الرياضي لعام 2008 تكريمًا لعملهما.
انتقد المحافظون في وسائل الإعلام الأسترالية صاحب الميدالية الفضية نورمان الذي كان متعاطفاً مع احتجاج منافسيه. وكان جوليوس باتشينغ، رئيس البعثة الأسترالي، قد أخبر نورمان على سبيل الطرفة في جلسة خاصة، قائلاً: «إنهم يصرخون من أجل دمك، لذا فاعتبر نفسك موبخًا بشدة. والآن، هل لديك أي تذاكر للهوكي اليوم؟». ولم يجرِ اختياره في الألعاب الأولمبية الصيفية 1972 رغم أنه تأهل 13 مرة. غير أن المسؤولين الأستراليين يقولون إنه لم يُختر لأنه جاء في المرحلة الثالثة من المحاكمات الأسترالية، ويُعزى ذلك جزئيًا إلى إصابة بالركبة أثرت تأثيراً شديداً على أدائه؛ وأنه لم يحذر إلا بعد حادث عام 1968، وأنه قد تم توصيفه بأنه «واحد من أفضل رياضيينا الأولمبيين». ومثّل نورمان أستراليا أيضاً في دورة ألعاب الكومنولث لعام 1970.
عندما توفي نورمان في عام 2006، كان سميث وكارلوس حاملي النعش في جنازته.
اعتذرت أستراليا رسمياً لنورمان عام 2012، إذ قال أحد أعضاء البرلمان إن بادرة نورمان «لحظة من البطولة والتواضع عززت الوعي الدولي بعدم المساواة العنصرية».
مُنع واين كوليت وفنسنت ماثيوز من الألعاب الأولمبية بعد أن نظما احتجاجاً مماثلاً في أولمبياد عام 1972 في ميونيخ.